# Ricky - Una storia d'amore e libertà
Ricky - Una storia d'amore e libertà (Ricky) è un film del 2009 scritto e diretto da François Ozon. Il film è un adattamento del racconto Moth, scritto dalla scrittrice britannica Rose Tremain ed inclusa nella sua raccolta di brevi racconti The Darkness of Wallis Simpson, e racconta la storia di Ricky, un bambino a cui spuntano le ali.
Il film è stato presentato in concorso alla 59ª edizione del Festival di Berlino ed è uscito nelle sale cinematografiche italiane il 9 ottobre 2009, distribuito dalla Teodora Film, co-produttrice della pellicola.
Fra i produttori del film figura il critico cinematografico Vieri Razzini.

## Trama
Dalla semplice storia d'amore tra Katie e Paco nasce Ricky, il piccolo dimostra ben presto di avere delle  ali dietro la schiena. I media scoprono il dono di Ricky e diventano invadenti. Katie convinta da Paco  presenta il figlio ai media e lo fa volare legandogli una corda al piede in modo da non farlo scappare ma in un attimo di distrazione lascia andare la corda e Ricky scappa. Katie, Paco e Lisa, figlia maggiore di Katie, inseguono Ricky ma senza riuscirci. Nei giorni seguenti  cercano Ricky ma senza trovarlo. Katie disperata, una domenica mattina, si tuffa nel lago tentando, forse, di suicidarsi ma, in quel momento, le appare Ricky, libero come un angelo.

## Produzione
Girato interamente a Parigi, il film è una co-produzione franco-italiana. Gli effetti visivi sono curati dalla BUF, che in passato ha curato gli effetti visivi di film come Matrix Reloaded, Matrix Revolutions, Spider-Man 3 e Il cavaliere oscuro.